# قندرون طرخشقوني
قندرون طرخشقوني (الاسم العلمي:Chondrilla taraxacum) هو نوع من النباتات يتبع جنس القندرون من الفصيلة النجمية.